# Otmar (opat z Sankt Gallen)
Otmar, opat z Sankt Gallen (ur. ok. 689, zm. 16 listopada 759 na reńskiej wysepce Werd) – kapłan i zakonnik, pierwszy opat klasztoru Sankt Gallen (Opactwo św. Gawła), święty Kościoła katolickiego.

## Życiorys
Według Walafryda Strabona, opata klasztoru Reichenau, Otmar urodził się w Turgowii. Wychowywał się na dworze księcia Wiktora w Chur.
Po otrzymaniu święceń kapłańskich, został proboszczem przy kościele św. Floryna w Remüs (prawdopodobnym jest również Walenstadt lub Chur). W 719 objął zwierzchnictwo nad mnichami osiadłymi u grobu św. Gawła (zm. ok. 640). W 750, w miejscu pustelni świętego, wybudował kościół (sancti Galluni) i klasztor, które dały początek rozległemu opactwu benedyktyńskiemu, a następnie miastu St. Gallen.
Gdy hrabiowie Waryn i Ruodhard przywłaszczyli sobie dobra klasztorne, Otmar wniósł skargę do króla Franków Pepina Krótkiego. Hrabiowie w odwecie uwięzili go, a następnie zesłali na reńską (Rheinsee, część Jeziora Bodeńskiego) wysepkę Werd w pobliżu Stein, gdzie zmarł w wieku ok. 70 lat. W XV wieku powstała tu kaplica ku czci świętego.

## Patronat
Jest patronem winiarzy i orędownikiem przeciw chorobom, w szczególności chorobom wieku dziecięcego.

## Atrybuty
Jego atrybutem jest beczka (do) wina, którą bracia zakonni wzięli w drogę na wysepkę (w 10 lat po śmierci Otmara), jako wiatyk, aby odzyskać jego ciało.

## Relikwie i sanktuaria
W 769 szczątki Otmara przeniesiono do Sankt Gallen a w 864 dokonano ich elewacji. Wkrótce relikwie złożono w kościele nazwanym jego imieniem. 13 maja 1454 rozpoczęto budowę parafialnego kościoła św. Otmara w austriackim mieście Mödling, w którym zachował się nagrobek księcia opawskiego Przemka III (zm. 1493).

## Dzień obchodów
Wspomnienie liturgiczne św. Otmara obchodzone jest w dies natalis (16 listopada).
Święty Otmar czczony jest uroczyście w szwajcarskiej diecezji Sankt Gallen; w diecezji Chur wspomnienie ma charakter obowiązkowy, a dowolny w bazylejskiej i fryburskiej.